# Ju Se-jong
Ju Se-jong (30 de outubro de 1990) é um futebolista sul-coreano que joga pelo Asan Mugunghwa.

## Carreira
Foi convocado para defender a Seleção Sul-Coreana de Futebol na Copa do Mundo de 2018.